# Полк (окръг, Тенеси)
Вижте пояснителната страница за други значения на Полк.
Окръг Полк (на английски: Polk County) е окръг в щата Тенеси, Съединени американски щати. Площта му е 1145 km², а населението – 16 050 души (2000). Административен център е град Бентън.